# Hans Hammer
Hans Meiger de Werde
Pour l’article homonyme, voir Hammer.
Hans Meiger de Werde, dit Hans Hammer, est un tailleur de pierre, maître d’œuvre et architecte né vers 1450, originaire du Saint-Empire romain germanique, et actif principalement en Alsace de 1471 à 1519. Il est notamment connu pour avoir occupé le poste de maître d’œuvre de la cathédrale de Strasbourg de 1486 à 1490, puis de 1512 à sa mort en 1519. Du fait de cette fonction, il a également été maître suprême de toutes les loges de tailleurs de pierre du Saint-Empire romain germanique.
On lui doit la chaire de la cathédrale de Strasbourg, une grande partie des églises Notre-Dame-de-la-Nativité de Saverne et Saint-Rémy de Fénétrange, ainsi qu’une série de plans et dessins aujourd’hui exposés au Musée de l'Œuvre Notre-Dame à Strasbourg. Il est aussi connu pour son carnet personnel, dit Musterbuch, conservé à la Herzog August Bibliothek de Wolfenbüttel, qui contient un grand nombre de dessins d’architecture et d’engins de levage, ainsi que des méthodes de calcul, des aide-mémoire et des informations sur sa vie.

## Biographie

### Vers 1450-1481: naissance et formation initiale
La date et le lieu de naissance exacts de Hans Hammer ne sont pas connus avec précision, aucun document ne les mentionnant. Toutefois, en se basant sur d’autres dates connues de sa vie, en particulier celle de son inscription au registre des tailleurs de pierre de la cathédrale de Strasbourg, signifiant qu’il a fini son apprentissage, et celles de la naissance de ses enfants, Géza Entz propose la date de 1452-1453. Le lieu pose en revanche davantage de problèmes, la dénomination « von Werde » n’étant que de peu d’aide, dans le sens où, d’une part, il pourrait correspondre à plusieurs lieux dans la région et, d’autre part, ce ne sont pas des indicateurs fiables d’origine. Alfred Adam lui donne comme parents Hans Meyger de Werde et Suzanne Marckvillerin, un couple strasbourgeois qui s’est marié en 1435.
Hans Hammer n’apparaît pour la première fois dans les sources que le 20 janvier 1471 dans le Hüttenbuch de l’atelier de Strasbourg, sous le nom de « Hans von Meyger von Werte ». Il est encore à Strasbourg au début de l’année 1476, comme l’indiquent deux notes dans son carnet personnel, dans lesquelles il évoque deux évènements des guerres de Bourgogne : dans l’une il évoque la destruction des faubourgs de la ville par les Strasbourgeois, qui se préparent à un éventuel assaut de Charles le Téméraire ; dans l’autre il évoque le siège de Grandson.
Il a dû cependant quitter la ville peu de temps après, car une autre note de son carnet datée de 1478 indique qu’il s’apprête à quitter Vienne. Il se rend alors probablement en Hongrie, comme le suggère la présence d’un dictionnaire allemand-hongrois dans son carnet, qui contient des mots de la vie quotidienne, mais aussi tous les termes utiles sur un chantier de construction.

### 1481-1490: première période strasbourgeoise

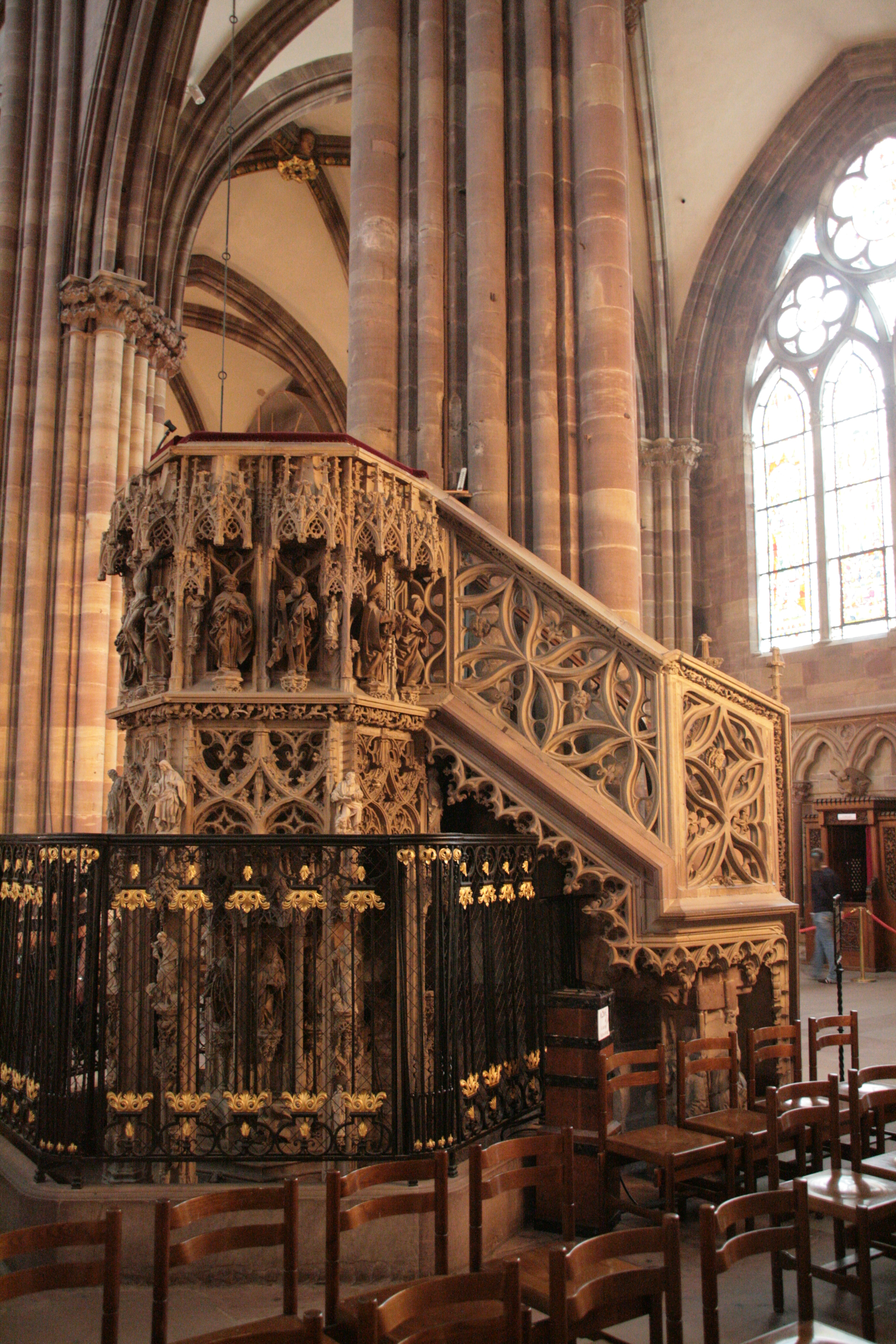
La chaire de Hans Hammer dans la cathédrale de Strasbourg

Hans Hammer rentre finalement à Strasbourg en 1481, le jour de Noël; il est très rapidement nommé parlier de l’atelier strasbourgeois en février 1482 en remplacement de Conrad Vogt, qui vient d’être licencié. La même année, le 10 juin, il devient bourgeois de Strasbourg en épousant Marguerite, veuve du tailleur de pierre Hans d'Erfurt, qui donne naissance à leur fils Michel en 1483.
Les années suivantes, il travaille sur le mobilier monumental de la cathédrale : en 1483 il réalise le tabernacle, puis en 1484 il dessine le projet de la chaire, celle-ci étant posée l'année suivante. Celle-ci est le chef-d’œuvre qui lui permet d'être nommé maître d’œuvre le 17 juillet 1486; l’atelier de Strasbourg ayant été élu à Ratisbonne en 1459 Loge suprême du Saint-Empire, il devient également du fait de cette nomination le président du tribunal suprême des tailleurs de pierre, compétent pour tous les litiges concernant ce corps de métier dans la majeure partie du Saint-Empire. Pendant les années suivantes il travaille sur plusieurs petits chantiers au sein de la cathédrale, en particulier la tribune des chantres et le petit trésor en 1488.
Cependant, Hans Hammer quitte entre 1488 et 1490 ses fonctions à la tête de l’atelier de Strasbourg, sans qu’aucun document ne permette de savoir s’il a été remercié ou est parti de son plein gré. Il existe un cependant un certain consensus autour de l’idée que Hammer serait parti de lui-même, déçu par le manque de projets d’envergure qui s’offrait à lui à la cathédrale de Strasbourg. Barbara Schock-Werner interprète ainsi son départ comme étant l’issue d’un profond désaccord entre le maître et les autorités municipales, qui lui refusaient la construction d’une deuxième flèche. Dans le même ordre d’idée, Böcker émet l’hypothèse que Hammer aurait quitté Strasbourg afin de se porter candidat à la maîtrise d’œuvre de la cathédrale de Vienne, vacante en 1488, candidature qui aurait été rejeté au profit de celle de Georg Kling. Une autre théorie identifiant le Strasbourgeois à un certain Hans Mayer, signalé en 1488 et 1490 sur le chantier de la cathédrale de Milan, dont les responsables avaient précédemment demandé à la ville de Strasbourg de leur envoyer leur architecte, est en revanche récusée par Sauvé, du fait que Hans Mayer y est qualifié de « frater », alors que Hammer n’était pas un religieux.

### 1490-1513: une période riche d’activité
Il est vrai que le départ de la maîtrise d’œuvre de Strasbourg fut pour Hans Hammer le début d’une période de grande activité, pendant laquelle il dirigea, ou au moins participa, à la construction d’un grand nombre de bâtiments. Sa marque de maître et les millésimes permettent ainsi de le repérer dès 1491 sur le chantier de la chapelle de la Trinité de l'église Saint-Pierre-le-Jeune de Strasbourg, en 1492 et 1496 sur celui de la collégiale Saint-Rémy de Fénétrange et en 1497 à l’Heiligekreuzkirche (de) de Rottweil. Mais c’est surtout Saverne qui devient le point focal de l’activité du maître: il y réalise pour l’évêque de Strasbourg Albert de Bavière d’importants travaux dans l’église Notre-Dame-de-la-Nativité et ses annexes : le collatéral nord et la chapelle de la Vierge en 1492-1493, la chaire en 1495, le jubé en 1497, les voûtes de la nef en 1501 et celles de la chapelle Saint-Michel en 1504. Outre l’église, il effectue probablement aussi des travaux dans le palais épiscopal, dit Oberhof, mais la disparition presque complète de ce bâtiment ne permet plus d’en mesurer l’ampleur. En 1508, l’évêque Guillaume III de Hohnstein l’embauche à titre permanent en tant qu’architecte épiscopal.
En plus de ces chantiers, Böker a émis l’hypothèse, en se basant sur les dessins de son carnet personnel et sur des plans conservés à Vienne et Ulm, que Hammer aurait encore voyagé dans le Saint-Empire, et qu’il aurait été candidat, encore une fois malheureux, à la maîtrise d’œuvre de l’église principale d’Ulm en 1493.
Sa vie privée n’est pas moins remplie que sa vie professionnelle : il a eu en 1504 un second fils, Hans, puis deux filles, Catharina et Anna, nées respectivement en 1505 et 1507, probablement issus d’un second mariage. Il est également très actif, avec son fils Michel qui est devenu chanoine de l’église de Saverne, dans la confrérie des arbalétriers et arquebusiers de saint Sébastien. D’après une dispense pour pouvoir se marier en temps clos, c’est-à-dire alors que l’on ne peut normalement pas se marier, comme en période de l’Avent ou Carême, Hammer s’est marié une troisième fois pendant le Carême 1510 avec une certaine Madeleine, veuve de Johannes von Reyn.

### 1513-1519: deuxième période strasbourgeoise

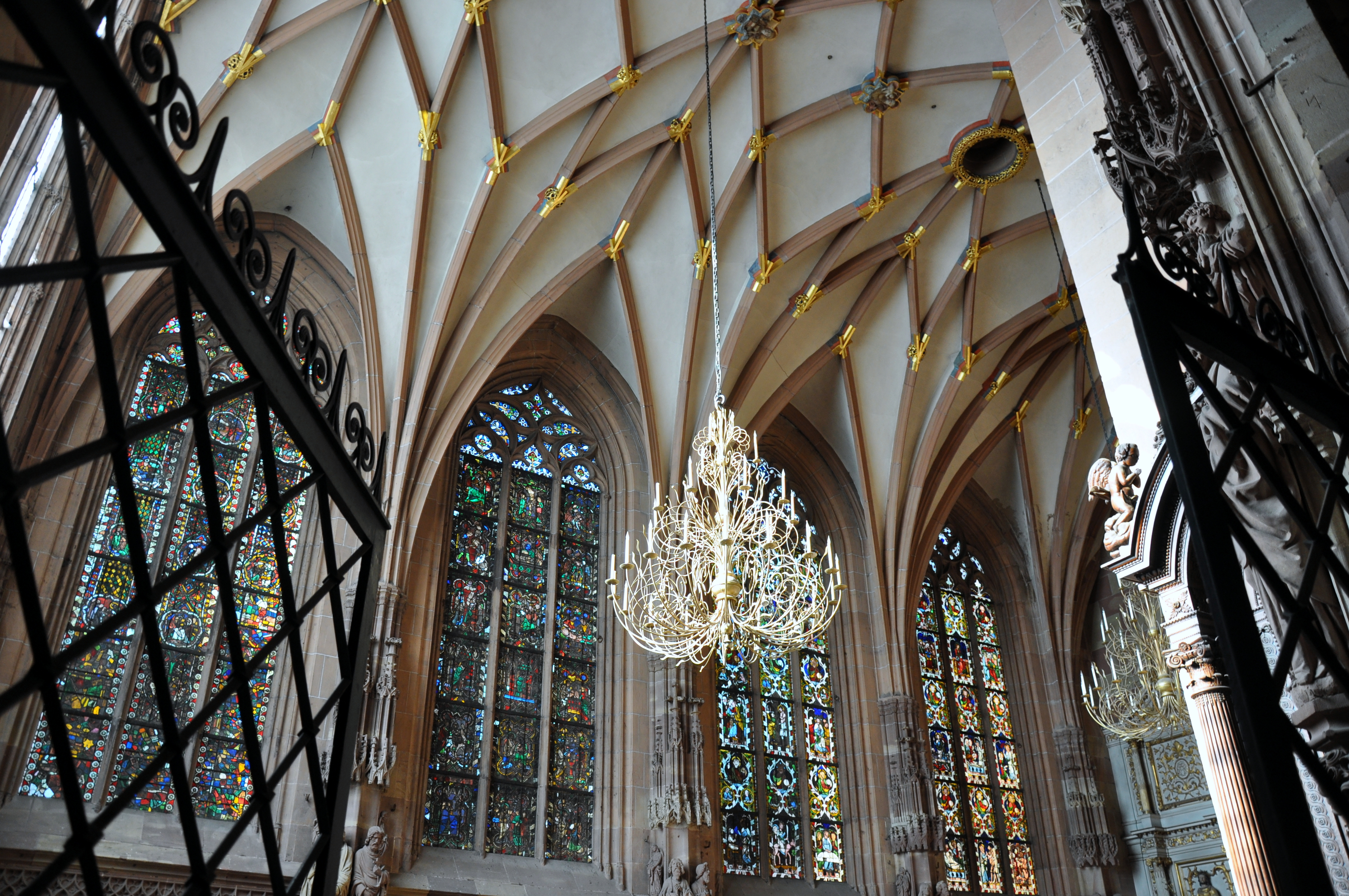
Chapelle Saint-Laurent

Hammer ne semble pas être resté très longtemps au service de l’évêque: dès 1511, un document le qualifie « d’ancien maître d’œuvre ». Cela s’explique très probablement du fait qu’il est de nouveau nommé officiellement en 1512 à la tête de l’atelier de la cathédrale de Strasbourg, en remplacement de Jacob de Landshut, décédé en 1509. Sa marque de maître se retrouve en 1515 dans la chapelle Saint-Laurent de la cathédrale et il signe la même année le registre de l’assemblée des ateliers de cathédrale sous le nom de « Hans Hammer, maître d’œuvre de la loge suprême de Strasbourg ».
De fait, en redevenant maître d’œuvre de Strasbourg, Hammer était également redevenu juge suprême des loges; à ce titre il se retrouve être un des acteurs principaux de l’Annaberger Hüttenstreit. Le point de départ du conflit fut la réduction par des ateliers de Saxe de la durée de l’apprentissage des tailleurs de pierre de cinq à quatre ans, ce qui contrevenait aux règles communes des loges. Le conflit entra rapidement dans une spirale ascendante, entre d’un côté Hans Hammer, qui se posait en défenseur de la tradition et de l’autre Jacob de Schweinfurt (de), qui exigeait davantage de libertés et que Strasbourg ne se mêle plus des affaires des autres loges. Signe de la radicalité du conflit, lorsque Hammer se rendit à Halle en 1518, une centaine de tailleurs de pierre l’accompagnèrent et conspuèrent Jacob de Schweinfurt et ses compagnons, traités de « saboteurs du métier ».
Hammer ne vit pas la fin du conflit: la dernière lettre de sa main date du 16 février 1519, la suivante, du 17 novembre est signée par le Conseil de la ville de Strasbourg, ce dont Sauvé déduit que Hammer est mort entre février et novembre 1519. L’année suivante Bernhard Nonnenmacher, qui avait épousé la fille de Hammer en 1519, est nommé à la tête de la maîtrise d’œuvre de Strasbourg.

## Œuvres

### Plans et dessins
- Carnet personnel, dit Musterbuch, conservé à la  Herzog August Bibliothek de  Wolfenbüttel sous la cote mss 114.1 extrav;
- Élévation de la chaire de la cathédrale de Strasbourg, conservé au Musée de l’Œuvre Notre-Dame (D.22.995.0.20);
- Plan de la chaire de la cathédrale de Strasbourg, Akademie der bildenden Künste Wien, Kupferstichkabinett (16.916)[20];
- Projet de seconde flèche pour la cathédrale de Strasbourg, conservé au Musée de l’Œuvre Notre-Dame (D.22.995.0.16);
- Plan et élévation d’un escalier à vis, conservé au Musée de l’Œuvre Notre-Dame (D.22.995.0.32)[21];
- Plan d’une tour avec quatre tourelles d’escalier, conservé au Musée de l’Œuvre Notre-Dame (D.22.995.0.18.2);
- Plan d’un chœur avec déambulatoire, Staatliche Graphische Sammlung de Munich (24.852)[22];
- Élévation d’un chœur avec déambulatoire, Staatliche Graphische Sammlung de Munich (24.850)[22];
- Élévation d’un baldaquin, Staatliche Graphische Sammlung de Munich (24.851)[22];
- Plan de la basilique Saint-Urbain de Troyes et de l’église des cisterciens de Zwettl, Staatliche Graphische Sammlung de Munich (24.850)[23];
- Détails de l’église des cisterciens de Zwettl, Staatliche Graphische Sammlung de Munich (24.851)[24];
- Plan de chapelle, Staatliche Graphische Sammlung de Munich (24.852)[24];
- Plan d’un chœur, conservé au Musée de l’Œuvre Notre-Dame (D.22.995.0.32)[25];
- Dessin de la voûte de l’église Sainte-Catherine d’Oppenheim (d’après Jost Dotzinger), Akademie der bildenden Künste Wien, Kupferstichkabinett (17.010)[26];

### Éléments architecturaux

#### Cathédrale de Strasbourg
- Chaire (1485);
- Petit trésor (1488);
- Nouveau couronnement pour la flèche (1488)[27];
- Chapelle Saint-Laurent (1515-1519);
- Voûte du premier étage de la tour nord[28];
- Tourelle d’escalier de liaison nef-massif occidental, côté sud[27];
- Restauration de la tour sud après un incendie[29].

#### Saverne
- Église Notre-Dame-de-la-Nativité de Saverne, sa chaire, son jubé et ses annexes;
- Ancien palais épiscopal de Saverne, dit Oberhof;

#### Autres lieux
- Église Saint-Rémy de Fénétrange;
- Chapelle de la Trinité dans l’église Saint-Pierre-le-Jeune de Strasbourg;